# Macropelopia zakrevskyi
Macropelopia zakrevskyi är en tvåvingeart som beskrevs av Maurice Emile Marie Goetghebuer 1929. Macropelopia zakrevskyi ingår i släktet Macropelopia och familjen fjädermyggor. Inga underarter finns listade i Catalogue of Life.